# Hamnavoe (Northmavine)

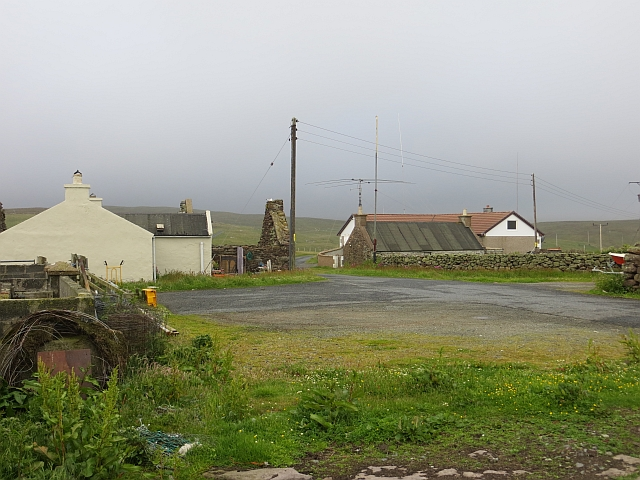
Häuser in Hamnavoe

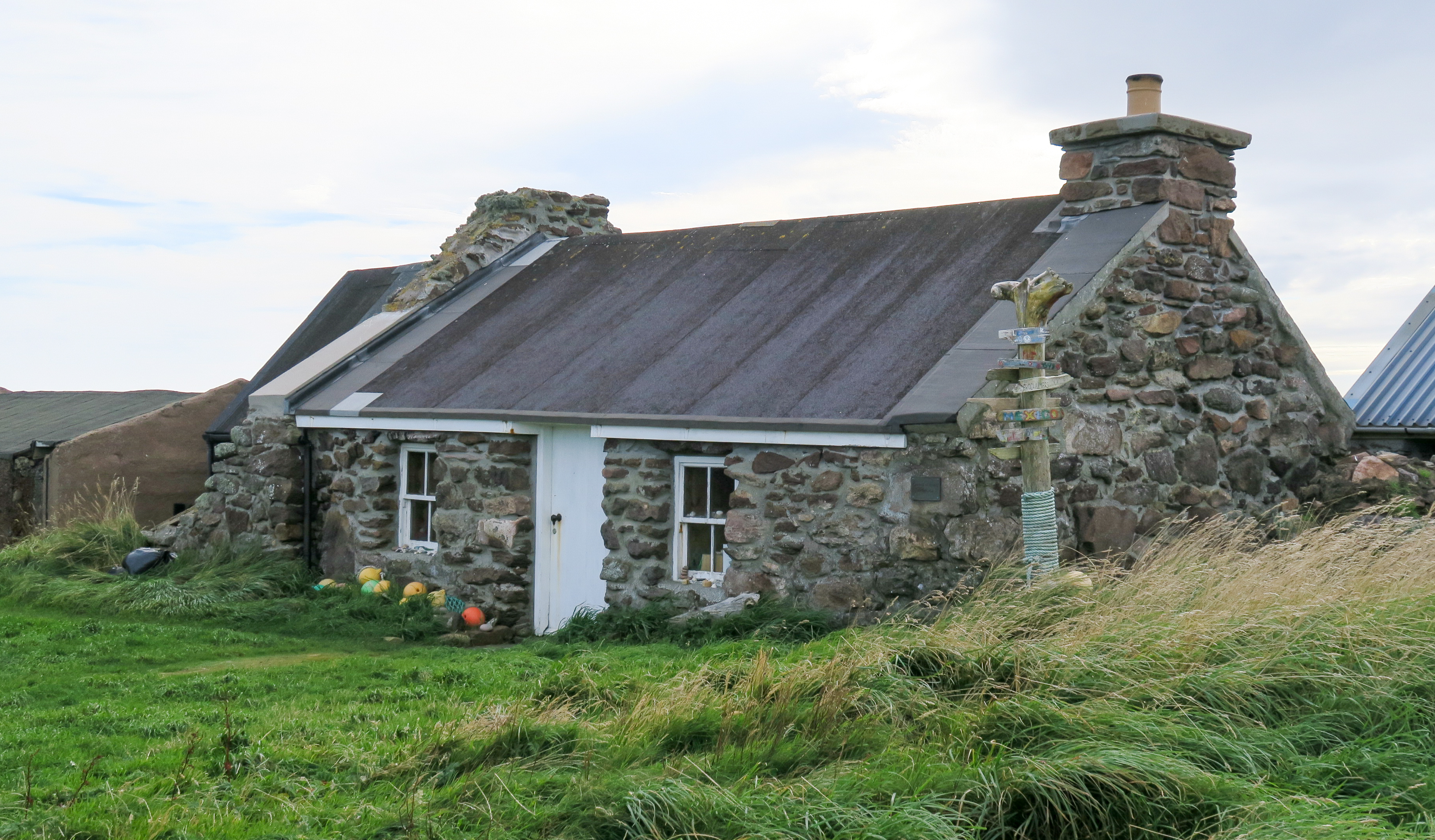
Das denkmalgeschützte Bauernhaus

Hamnavoe ist eine kleine Ortschaft, die in Schottland im äußersten Nordwesten der Shetlandinseln liegt.

## Geographie
Hamnavoe liegt im Westen der Halbinsel Northmavine am nördlichen Ufer der Bucht Hamna Voe. Die im Ort endende Straße kommt vom südlich gelegenen Braewick.

## Historisches
Im Rahmen der historischen Gliederung Schottlands in Civil Parishes zählt Hamnavoe zu Northmaven. In Hamnavoe ist 1978 das Bauernhaus Johnny Williamson’s House als Listed Building in der Kategorie C ausgewiesen worden. Außerhalb des Ortes kommt der Broch von Hamnavoe als Scheduled Monument hinzu.